# Atacama Pathfinder Experiment

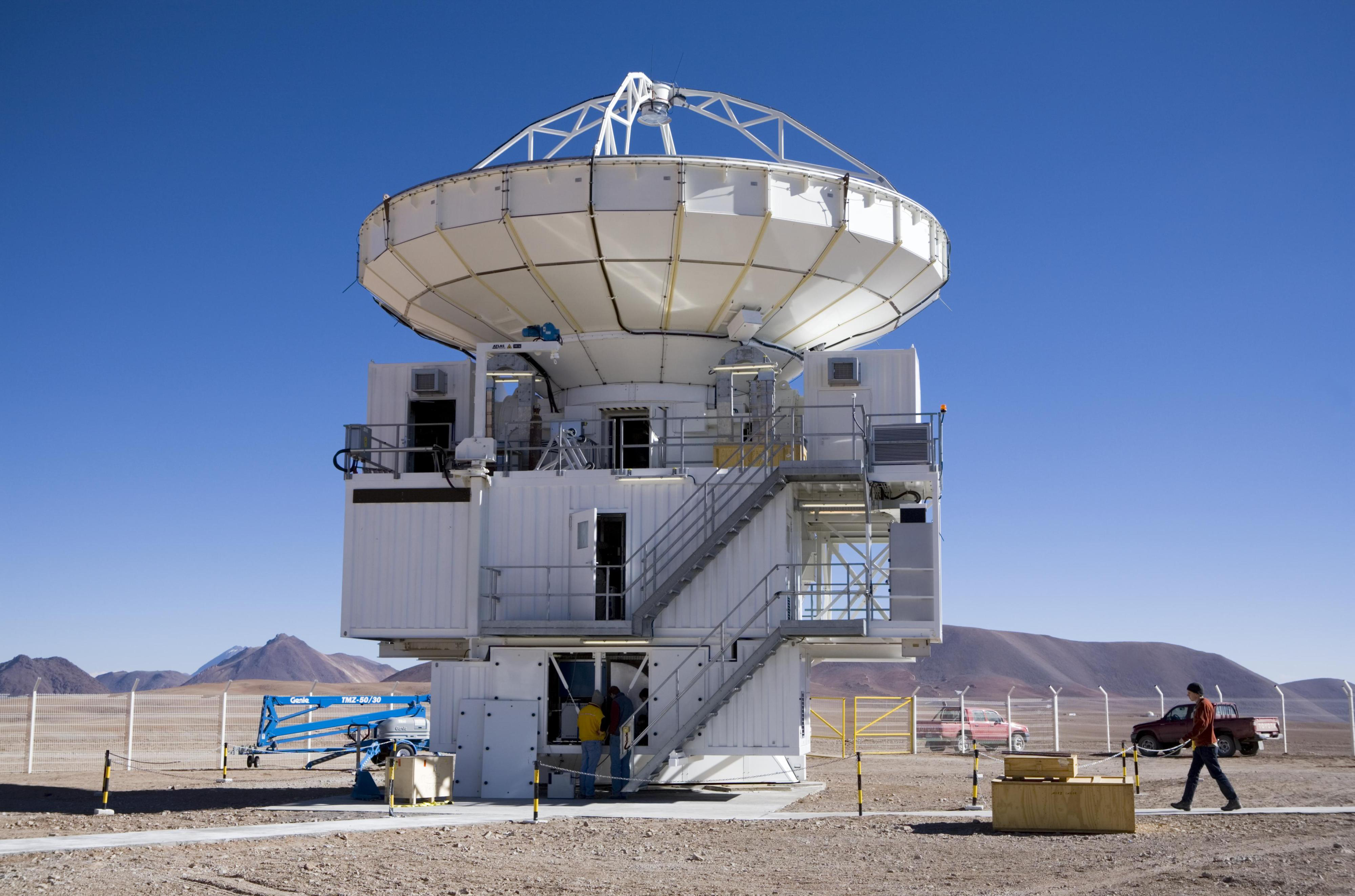
Atacama Pathfinder Experiment

APEX, Atacama Pathfinder Experiment, radioteleskop i norra Chile, som drivs av Onsala rymdobservatorium (23 %), Max-Planck-Institutet för radioastronomi (50 %) och organisationen Europeiska sydobservatoriet (ESO), (27 %).
APEX är placerat 5107 meter över havsytan, på den chilenska högplatån Puna de Atacama. Teleskopet invigdes officiellt 25 september 2005 och startade sina reguljära observationer i oktober 2005. 
APEX tar emot radiovågor i våglängder mellan cirka 0,2 och 1,1 mm, och är därmed vad man kallar ett millimeter- och submillimeterteleskop. Det är ovanligt att teleskop byggs för dessa våglängder, eftersom frekvenserna under de flesta förhållanden inte går att observera från jorden. Det mesta av strålningen filtreras bort av vattenångan i atmosfären. I mycket tunn och torr luft – som den i Atacama – går det dock att utföra observationer av god kvalitet.
Millimeter- och submillimeterstrålningen från rymden utgörs framför allt av värmestrålning från kall materia i universum – moln av gas och stoft, med temperaturer kring 10–30 Kelvin. En del av strålningen kommer dock från varmare källor och har ursprungligen haft betydligt kortare våglängder, men uppträder på jorden som submillimeter- och millimeterstrålning på grund av rödförskjutning.
APEX:s parabolantenn är 12 meter i diameter, och teleskopet väger 125 ton. Det är avsett att vara ”vägvisare” åt det betydligt större submillimeter- och millimeterteleskopet ALMA. Det innebär att APEX kommer att användas för att hitta intressanta strålningskällor, varefter ALMA kan studera dessa i högre upplösning.
Sverige har sedan tidigare drivit ett radioteleskop SEST i Chile i samarbete med ESO. Detta teleskop togs dock ur bruk hösten 2003, när konstruktionen av APEX kom igång på allvar.